# Spirit 101
Chronologie des modèles (1984-1985)
Spirit 201C
La Spirit 101 est une monoplace de Formule 1 engagée par l'écurie britannique Spirit Racing dans le cadre du championnat du monde de Formule 1 1984. Elle est pilotée par l'Italien Mauro Baldi et le Néerlandais Huub Rothengatter qui se partagent son volant au cours de la saison.
En 1985, une Spirit 101D, pourvue d'améliorations aérodynamiques, est confiée à Mauro Baldi, mais les difficultés financières poussent l'écurie à quitter la Formule 1 à l'issue de la troisième manche, disputée à Saint-Marin.

## Historique

### Saison 1984

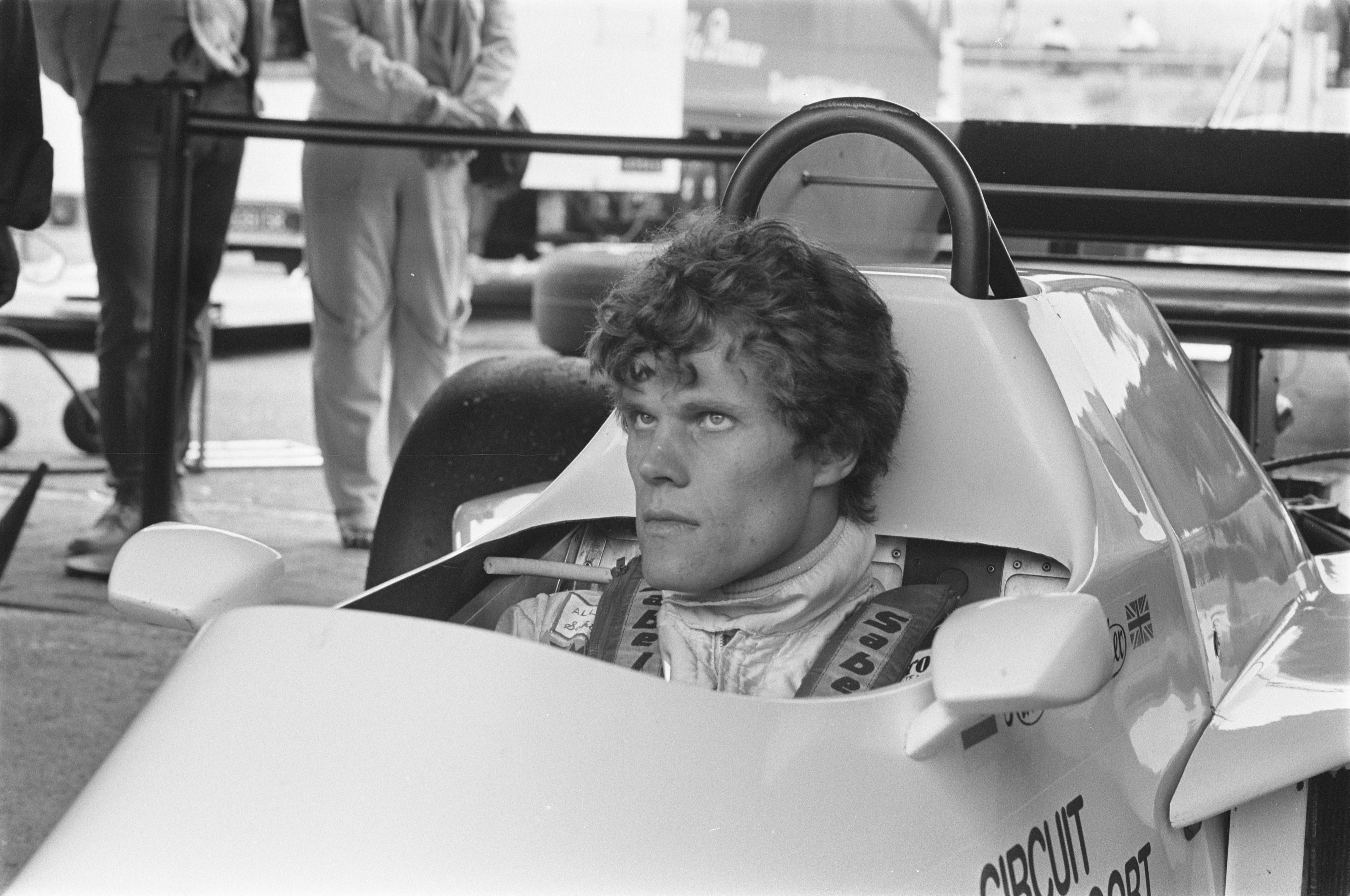
Huub Rothengatter au volant de la Spirit 101 lors du Grand Prix des Pays-Bas 1984.

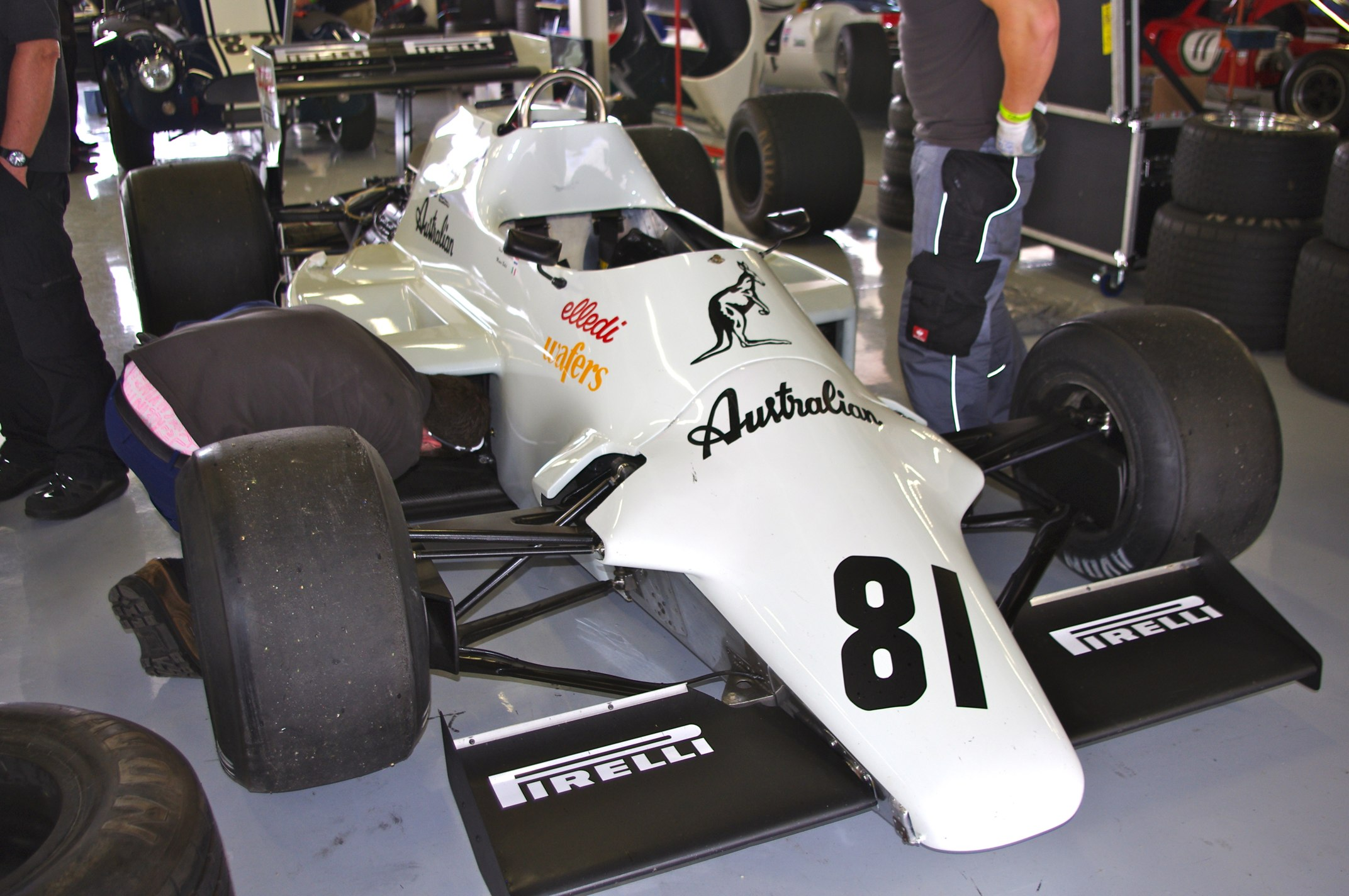
La Spirit 101 en exposition au Silverstone Classic 2011.

Lors de la septième manche du championnat du monde de Formule 1 1984, Mauro Baldi est remplacé par le Néerlandais Huub Rothengatter, qui apporte un soutien financier à Spirit Racing par l'intermédiaire du cigarettier Marlboro et d'autres commanditaires néerlandais. Les observateurs restent dubitatifs quant à sa titularisation, puisque la dernière expérience de Rothengatter en monoplace remonte à quelques participations au championnat d'Europe de Formule 2 1981.
Au Grand Prix de Détroit, le motoriste de Spirit Racing, Hart, est touché par une grève des métallurgistes en Allemagne et manque de pièces de rechange. La 101 est adaptée pour intégrer un moteur V8 atmosphérique Ford-Cosworth DFV afin de participer à l'épreuve. Au volant de cette 101C, Rothengatter ne se qualifie pas pour la course,.
Pour les deux dernières manches de la saison, lors des Grands Prix d'Europe et du Portugal, Rothengatter, ne disposant plus de budget pour financer son baquet, rend sa place à Mauro Baldi. Spirit Racing envisage d'engager une seconde monoplace et de la confier au Français Pascal Fabre, mais la FISA refuse cette inscription, Fabre n'ayant pas la Super Licence et Spirit Racing n'ayant le droit de ne faire courir qu'une seule voiture en 1984. La même demande est refusée pour une seconde inscription, celle de Rothengatter, au Portugal.

### Saison 1985
En 1985, une 101D, bénéficiant d'importantes modifications aérodynamiques apportées par les douze employés de Spirit Racing, est confiée à Mauro Baldi. La monoplace, auparavant intégralement blanche, se pare d'une livrée bleue, blanche et rouge pour sa dernière apparition, à Saint-Marin. En effet, à l'agonie financière, Spirit Racing accepte de revendre à Toleman le contrat de fournitures de pneumatiques la liant à Pirelli.

## Résultats en championnat du monde de Formule 1
| Saison | Écurie                 | Moteur               | Pneus   | Pilotes           | Courses | Courses | Courses | Courses | Courses | Courses | Courses | Courses | Courses | Courses | Courses | Courses | Courses | Courses | Courses | Courses | Points inscrits | Classement |
| Saison | Écurie                 | Moteur               | Pneus   | Pilotes           | 1       | 2       | 3       | 4       | 5       | 6       | 7       | 8       | 9       | 10      | 11      | 12      | 13      | 14      | 15      | 16      | Points inscrits | Classement |
| ------ | ---------------------- | -------------------- | ------- | ----------------- | ------- | ------- | ------- | ------- | ------- | ------- | ------- | ------- | ------- | ------- | ------- | ------- | ------- | ------- | ------- | ------- | --------------- | ---------- |
| 1984   | Spirit Racing          | Hart 415 T L4 turbo  | Pirelli |                   | BRÉ     | AFS     | BEL     | SMR     | FRA     | MON     | CAN     | DET     | DAL     | GBR     | ALL     | AUT     | P-B     | ITA     | EUR     | POR     | 0               | Non classé |
| 1984   | Spirit Racing          | Hart 415 T L4 turbo  | Pirelli | Mauro Baldi       | Abd.    | 8e      | Abd.    | 8e      | Abd.    | Nq      |         |         |         |         |         |         |         |         | 8e      | 15e     | 0               | Non classé |
| 1984   | Spirit Racing          | Hart 415 T L4 turbo  | Pirelli | Huub Rothengatter |         |         |         |         |         |         | Nc.     |         | Abd.    | Nc.     | 9e      | Nc.     | Abd.    | 8e      |         |         | 0               | Non classé |
| 1984   | Spirit Racing          | Ford-Cosworth DFV V8 | Pirelli | Huub Rothengatter |         |         |         |         |         |         |         | Nq      |         |         |         |         |         |         |         |         | 0               | Non classé |
| 1985   | Spirit Enterprises Ltd | Hart 415 T L4 turbo  | Pirelli |                   | BRÉ     | POR     | SMR     | MON     | CAN     | DET     | FRA     | GBR     | ALL     | AUT     | P-B     | ITA     | BEL     | EUR     | AFS     | AUS     | 0               | Non classé |
| 1985   | Spirit Enterprises Ltd | Hart 415 T L4 turbo  | Pirelli | Mauro Baldi       | Abd.    | Abd.    | Abd.    |         |         |         |         |         |         |         |         |         |         |         |         |         | 0               | Non classé |

Légende : ici 